# Вузол на три півоберти

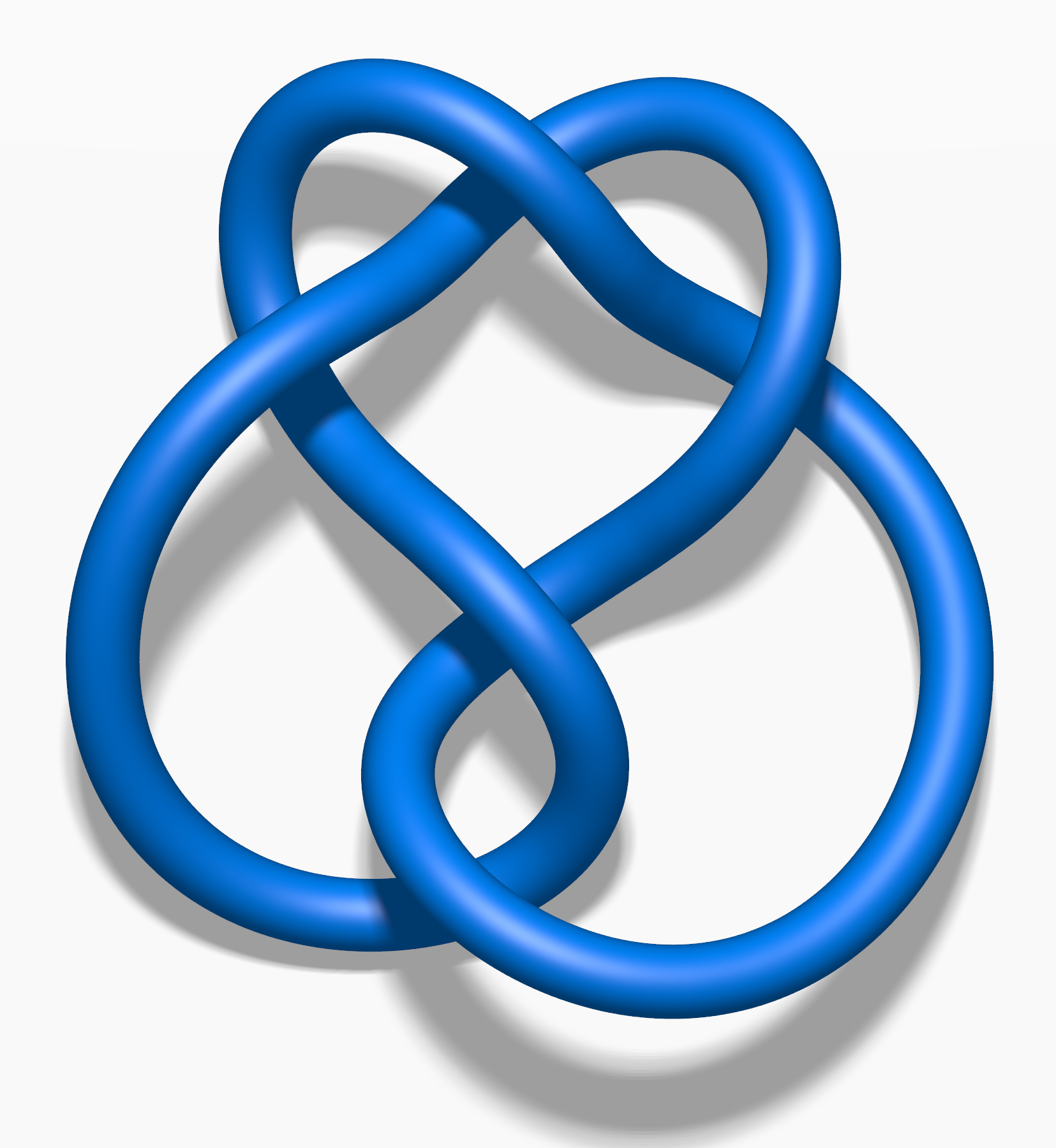
Вузол на три півоберти

В теорії вузлів вузол на три півоберти — це скручений вузол з трьома півобертами. Вузол перерахований як 52 у списку Александера — Бріггса і є одним з двох вузлів з числом перетинів 5, інший вузол — «перстач».
Вузол є простим і оборотним, але не ахіральним. Його многочлен Александера дорівнює
{\displaystyle \Delta (t)=2t-3+2t^{-1},}
многочлен Конвея дорівнює
{\displaystyle \nabla (z)=2z^{2}+1,}
а многочлен Джонса
{\displaystyle V(q)=q^{-1}-q^{-2}+2q^{-3}-q^{-4}+q^{-5}-q^{-6}}.
Оскільки многочлен Александера не нормований, вузол на три півоберти не є розшарованим.
Вузол на три півоберти є гіперболічним з доповненням, що має об'єм приблизно 2,82812.
При розрізуванні математичного вузла виходить побутовий вузол дев'ятка.